# Манастир Пелев Бријег
Манастир Пелев Бријег је на двадесетак километара сјевероисточно од Подгорице налази се Манастир Светог Николаја, смјештен испод планине Вјетерник на Пелевом Бријегу, у Општини Подгорица.

## Историја
На двадесетак километара сјевероисточно од Подгорице налази се Манастир Светог Николаја, смјештен испод планине Вјетерник на Пелевом Бријегу, од давнина саборном мјесту племена братоножићког. Међу становницима Братоножића живи предање да је на Пелевом Бријегу постојао катакомбни манастир још у рано хришћанском периоду. Ово предање је почетком 20. вијека записао од најстаријих Братоножића Јован Ердељановић, један од најпознатијих српских етнолога и историчара. Према том предању су Немањићи, негдје у вријеме изградње Морачког манастира, основали овај манастир. Подстакнут овим записом, прилог о постанку древног манастира на Пелевом Бријегу, објавио је блаженопочивши протојереј-ставрофор Василије Ивошевић у Новинама Српске Патријаршије 1967. године. На основу археолошких, етнолошких и историјских налаза, закључио је да је: „На Пелевом Бријегу, надомак Рибнице, данашње Подгорице, за вријеме владавине Светородне династије Немањића, обновљен манастир, посвећен Светом оцу Николају”.
На основу историјске грађе познато је да су у манастирском храму на Пелевом Бријегу, служили свештеници: Ананије, средином 15-ог вијека, јеромонах Герасим Велимиров Баљевић и Велимир (родоначелник братства Велимировића, од којих је један огранак остао у братоношком селу Сеоштица, други се око 1600. г, иселио у Доњи Загарач, а трећи огранак за централну Босну, па даље у Лелиће, надомак Ваљева).
Послије овог времена нема сачуваних историјских извора о манастирском храму на Пелевом Бријегу, нити о његовим свештенослужитељима, све до краја 18. и почетка 19. вијека, мада се помиње свештеномонах Руфим Пејушковић, који столоваше, испод куће Браковића, на мјесту гдје се данас налази напуштена школа.
За вријеме турске окупације, на Пелевом Бријегу, пуних двадесет година крио се тадашњи вођа подгоричких Срба, Филип Јаков Лаиновић, чија „глава бијаше уцијењена на триста дуката” (А. Г. П.155/РЗ). Овај родољуб ушао је у полуразрушену цркву Светог Георгија испод Горице, која је тада служила као турски војни магацин, покупио све што је вриједно било, сасуде и једно мало црквено звоно које Турци не бијаху оскрнавили и пренио их на слободну територију Братоножића, у манастир на Пелевом Бријегу.
Угледни братоношки интелектуалац предсједник Окружног суда подгоричког, послијератни адвокат Илија Браковић, завјештао је своју кућу манастиру на Пелевом Бријегу, са богатом библиотеком (претпоставља се да је бројила око 15.000 библиотечких јединица). Кућа је порушена, а богата библиотеке овог сорбонског дипломца дијелом је разнесена, а остало је уништено. Манастирски храм на Пелевом Бријегу толико је био девастиран да се у њему, не само није могло вршити богослужење, већ се у њега није могло ни ући.
Послије рукополагања за свештеника, прве радове на обнови ове древне Светиње, покренуо је администратор парохије кучко-братоношке протопрезвитер-ставрофор Драган Митровић.
Архиепископ цетињски, митрополит црногорско-приморски, г. Амфилохије, од свог избора у децембру 1990. године, више пута је посјећивао ову древни Светињу, иницирајући њену обнову, осјећајући духовну потребу да се манастир на Пелевом Бријегу, врати својој сврси и намјени. Архиепископ Амфилохије, уз саслужење великог броја свештеника, освештао је 21. јуна 2003. године манастирски храм Светог Николаја чиме је омогућено поновно враћање живота манастиру на Пелевом Бријегу.
Високопреосвештени митрополит Амфилохије је 2007. г. именовао прву настојатељицу новоустројеног женског манастира Светог Николаја на Пелевом Бријегу м. Евлалију Тешић.
0д 2007. године установљен је Црквено-народни сабор у манастиру Светог Николаја, чији су домаћини-кумови славе угледни Братоножићи. На досада одржаним црквено-народним Саборима присуствовао је митрополит Амфилохије заједно са вјерним народом из Братоножоћа и других крајева.

## Манастирска здања
Манастирског комплекс Светог Николе садржи сљедеће: Храм Светог Николе и конак који се састоји од два мала дрвена објекта.